# Björn Borg
Björn Rune Borg (Stockholm, 6 juni 1956) is een Zweeds oud-toptennisser. Hij won in zijn carrière 11 grandslamtitels en 64 toernooien.

## Biografie

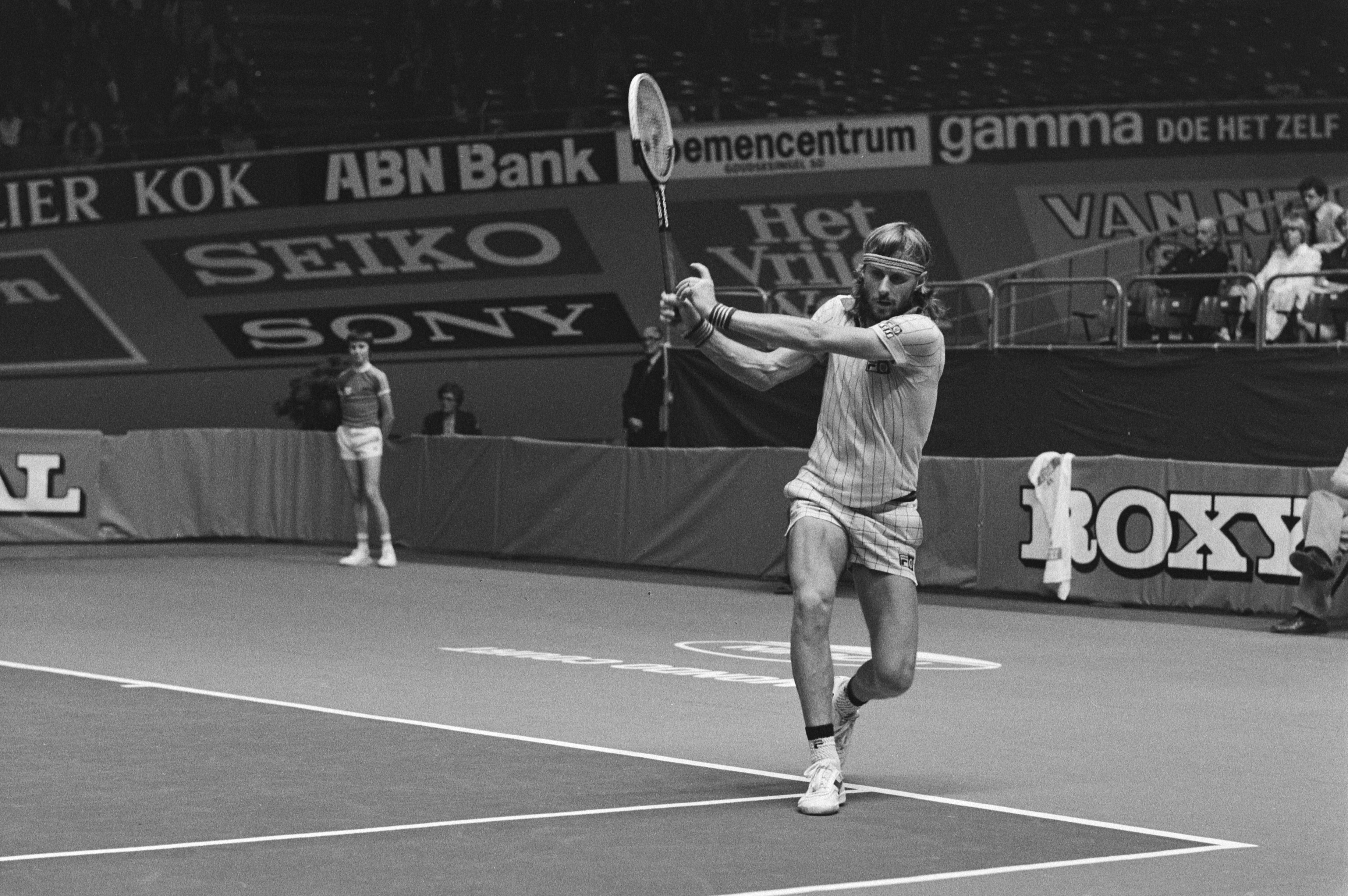
Borg in 1979

Borg gold aan het einde van de jaren 70 als de beste tennisspeler ter wereld. Hij schreef geschiedenis door tussen 1976 en 1980 vijf opeenvolgende overwinningen op Wimbledon te behalen. Daarnaast is hij recordhouder met 41 opeenvolgende gewonnen wedstrijden op Wimbledon. Hij won tussen 1974 en 1981 ook zes keer Roland Garros. In totaal behaalde Borg elf grandslamtitels. Hij is de enige die drie keer opeenvolgend de zogenaamde Channel Slam – in hetzelfde jaar Roland Garros en Wimbledon winnen – heeft behaald. Hij deed dat in de jaren 1978, 1979 en 1980.
Borg werd geboren in Stockholm en groeide op in Södertälje als zoon van een koopman. Het tennisspel was destijds tamelijk onbekend in Stockholm en omstreken. Borg beoefende dan ook aanvankelijk de daar gangbare sporten ijshockey en voetbal, totdat zijn vader een tennisracket won op een tafeltennistoernooi. De jonge Björn Borg leerde hiermee op zijn negende het tennisspel te beheersen.
Op de lagere school werd Borg gescout door Lennart Bergelin, een voormalig lid van het Zweedse Davis Cup-team, die meteen onder de indruk raakte. Dankzij het ijshockeyspel bleek Borg zowel links- als rechtshandig te kunnen spelen en aan het voetbal had hij een prima voetenwerk overgehouden.
In de daaropvolgende jaren volgden de eerste successen. Op vijftienjarige leeftijd won Borg de juniorentitel op Wimbledon en nam hij de eerste positie in op de wereldranglijst voor junioren. Twee jaar later won hij in Rome zijn eerste Grand Prix-toernooi. In datzelfde jaar behaalde hij op Roland Garros ook meteen zijn eerste grandslamtitel.
Borg liet op de tennisbaan nauwelijks zijn emoties zien, wat hem de bijnamen Iceborg, Iceman en Mr. Cool opleverden. Hij stond bekend om zijn specifieke speelstijl, waarbij hij het spel met harde slagen vanaf de basislijn dirigeerde. Zijn handelsmerk was zijn dubbelhandige backhand, die hij met veel topspin sloeg. De basis daarvoor had hij in het ijshockey gelegd. Zijn uitstekende voetenwerk had hij dan weer te danken aan het voetbal.
Borg beëindigde in 1982, op slechts 26-jarige leeftijd, zijn tenniscarrière. In 1981 had hij door het verliezen van de finale op Wimbledon, tegen zijn grote rivaal John McEnroe, zijn motivatie om harder te trainen verloren. Bovendien was Borg geen voorstander van de vele reizen die hij als tennisser moest maken. Om deze reden heeft hij ook slechts één keer deelgenomen aan de Australian Open, namelijk in 1974. Daarnaast was hij in 1980 getrouwd met de Roemeense tennisster Mariana Simionescu en wilde hij met haar een privéleven opbouwen. In 1984 kwam het echter tot een echtscheiding.
In 1987 werd hij opgenomen in de internationale Tennis Hall of Fame.
In 1991, op 35-jarige leeftijd, probeerde hij een comeback te maken in het tennis. Hij liet daarvoor opnieuw zijn haar langer groeien en speelde met hetzelfde houten Donnay-racket als waarmee hij zijn eerdere successen geboekt had. In zijn eerste negen wedstrijden kon hij echter geen set winnen, waarop hij overschakelde naar een op dat ogenblik gangbaar midsize-racket. In de drie daaropvolgende wedstrijden in 1993 kon hij telkens een set winnen. Uiteindelijk gaf hij er zonder een wedstrijd te hebben gewonnen definitief de brui aan, waarna hij overschakelde op de Champions Tour.

## Palmares

### Enkelspel
| Nr.              | Datum             | Toernooi               | Ondergrond    | Tegenstander in finale | Score                      | Details |
| ---------------- | ----------------- | ---------------------- | ------------- | ---------------------- | -------------------------- | ------- |
| Gewonnen finales |                   |                        |               |                        |                            |         |
| 1.               | 12 januari 1974   | Auckland               | Gras          | Onny Parun             | 6-4, 6-3, 6-1              |         |
| 2.               | 24 februari 1974  | WCT Londen             | Hardcourt (i) | Mark Cox               | 6-7, 7-6, 6-4              |         |
| 3.               | 17 maart 1974     | WCT São Paulo          | Tapijt (i)    | Arthur Ashe            | 6-2, 3-6, 6-3              |         |
| 4.               | 2 juni 1974       | Rome                   | Gravel        | Ilie Năstase           | 6-3, 6-4, 6-2              |         |
| 5.               | 16 juni 1974      | Roland Garros          | Gravel        | Manuel Orantes         | 2-6, 6-7, 6-0, 6-1, 6-1    | Details |
| 6.               | 14 juli 1974      | Båstad                 | Gravel        | Adriano Panatta        | 6-3, 6-0, 6-7, 6-3         |         |
| 7.               | 25 augustus 1974  | Boston                 | Gravel        | Tom Okker              | 7-6, 6-1, 6-1              |         |
| 8.               | 7 december 1974   | Adelaide               | Gras          | Onny Parun             | 6-4, 6-4, 3-6, 6-2         |         |
| 9.               | 2 februari 1975   | WCT Richmond           | Tapijt        | Arthur Ashe            | 4-6, 6-4, 6-4              |         |
| 10.              | 12 februari 1975  | WCT Bologna            | Tapijt (i)    | Arthur Ashe            | 7-6, 4-6, 7-6              |         |
| 11.              | 15 juni 1975      | Roland Garros (2)      | Gravel        | Guillermo Vilas        | 6-2, 6-3, 6-4              | Details |
| 12.              | 25 augustus 1975  | Boston (2)             | Gravel        | Guillermo Vilas        | 6-3, 6-4, 6-2              |         |
| 13.              | 19 oktober 1975   | Barcelona              | Gravel        | Adriano Panatta        | 1-6, 7-6, 6-3, 6-2         |         |
| 14.              | 15 februari 1976  | WCT Toronto            | Tapijt (i)    | Vitas Gerulaitis       | 2-6, 6-3, 6-1              |         |
| 15.              | 4 april 1976      | WCT São Paulo (2)      | Tapijt (i)    | Guillermo Vilas        | 7-6, 6-2                   |         |
| 16.              | 9 mei 1976        | WCT Finals             | Tapijt (i)    | Guillermo Vilas        | 1-6, 6-1, 7-5, 6-1         |         |
| 17.              | 30 mei 1976       | Düsseldorf             | Gravel        | Manuel Orantes         | 6-2, 6-2, 6-0              |         |
| 18.              | 3 juli 1976       | Wimbledon              | Gras          | Ilie Năstase           | 6-4, 6-2, 9-7              | Details |
| 19.              | 30 augustus 1976  | Boston (3)             | Gravel        | Harold Solomon         | 6-7, 6-4, 6-1, 6-2         |         |
| 20.              | 23 januari 1977   | Boca Raton             | Gravel        | Jimmy Connors          | 6-4, 5-7, 6-3              |         |
| 21.              | 6 maart 1977      | Memphis                | Tapijt (i)    | Brian Gottfried        | 6-4, 6-3, 4-6, 7-5         |         |
| 22.              | 3 april 1977      | Nice                   | Gravel        | Guillermo Vilas        | 6-4, 1-6, 6-2, 6-0         |         |
| 23.              | 10 april 1977     | WCT Monte Carlo        | Gravel        | Corrado Barazzutti     | 6-3, 7-5, 6-0              |         |
| 24.              | 24 april 1977     | Denver                 | Tapijt (i)    | Brian Gottfried        | 7-5, 6-2                   |         |
| 25.              | 2 juli 1977       | Wimbledon (2)          | Gras          | Jimmy Connors          | 3-6, 6-2, 6-1, 5-7, 6-4    | Details |
| 26.              | 16 oktober 1977   | Madrid                 | Gravel        | Jaime Fillol           | 6-3, 6-0, 6-7, 7-6         |         |
| 27.              | 23 oktober 1977   | Barcelona (2)          | Gravel        | Manuel Orantes         | 6-2, 7-5, 6-2              |         |
| 28.              | 30 oktober 1977   | Bazel                  | Tapijt (i)    | John Lloyd             | 6-4, 6-2, 6-3              |         |
| 29.              | 6 november 1977   | Keulen                 | Tapijt (i)    | Wojtek Fibak           | 2-6, 7-5, 6-3              |         |
| 30.              | 20 november 1977  | WCT Londen (2)         | Hardcourt (i) | John Lloyd             | 6-4, 6-4, 6-3              |         |
| 31.              | 15 januari 1978   | WCT Birmingham         | Tapijt (i)    | Dick Stockton          | 7-6, 7-5                   |         |
| 32.              | 22 januari 1978   | Boca Raton (2)         | Gravel        | Jimmy Connors          | 7-6, 3-6, 6-1              |         |
| 33.              | 26 maart 1978     | Las Vegas              | Tapijt (i)    | Vitas Gerulaitis       | 6-5, 5-6, 6-4, 6-5         |         |
| 34.              | 2 april 1978      | WCT Milaan             | Tapijt (i)    | Vitas Gerulaitis       | 6-3, 6-3                   |         |
| 35.              | 28 mei 1978       | Rome (2)               | Gravel        | Adriano Panatta        | 1-6, 6-3, 6-1, 4-6, 6-3    |         |
| 36.              | 11 juni 1978      | Roland Garros (3)      | Gravel        | Guillermo Vilas        | 6-1, 6-1, 6-3              | Details |
| 37.              | 8 juli 1978       | Wimbledon (3)          | Gras          | Jimmy Connors          | 6-2, 6-2, 6-3              | Details |
| 38.              | 23 juli 1978      | Båstad (2)             | Gravel        | Corrado Barazzutti     | 6-1, 6-2                   |         |
| 39.              | 5 november 1978   | Tokio                  | Tapijt (i)    | Brian Teacher          | 6-3, 6-4                   |         |
| 40.              | 4 februari 1979   | Richmond (2)           | Tapijt (i)    | Guillermo Vilas        | 6-3, 6-1                   |         |
| 41.              | 11 februari 1979  | Boca Raton (3)         | Gravel        | Jimmy Connors          | 6-2, 6-3                   |         |
| 42.              | 8 april 1979      | Rotterdam              | Tapijt (i)    | John McEnroe           | 6-4, 6-2                   | details |
| 43.              | 15 april 1979     | Monte Carlo (2)        | Gravel        | Vitas Gerulaitis       | 6-2, 6-1, 6-3              |         |
| 44.              | 29 april 1979     | Las Vegas (2)          | Hardcourt     | Jimmy Connors          | 6-3, 6-2                   |         |
| 45.              | 11 juni 1979      | Roland Garros (4)      | Gravel        | Víctor Pecci           | 6-3, 6-1, 6-7, 6-4         | Details |
| 46.              | 7 juli 1979       | Wimbledon (4)          | Gras          | Roscoe Tanner          | 6-7, 6-1, 3-6, 6-3, 6-4    | Details |
| 47.              | 22 juli 1979      | Båstad (3)             | Gravel        | Balázs Taróczy         | 6-1, 7-5                   |         |
| 48.              | 19 augustus 1979  | Toronto                | Hardcourt     | John McEnroe           | 6-3, 6-3                   |         |
| 49.              | 23 september 1979 | Palermo                | Gravel        | Corrado Barazzutti     | 6-4, 6-0, 6-4              |         |
| 50.              | 4 november 1979   | Tokio (2)              | Tapijt (i)    | Jimmy Connors          | 6-2, 6-2                   |         |
| 51.              | 9 december 1979   | WCT Montréal           | Tapijt (i)    | Jimmy Connors          | 6-4, 6-2, 2-6, 6-4         |         |
| 52.              | 13 januari 1980   | Tennis Masters Cup     | Tapijt (i)    | Vitas Gerulaitis       | 6-2, 6-2                   | details |
| 53.              | 10 februari 1980  | Boca Raton (4)         | Gravel        | Vitas Gerulaitis       | 6-1, 5-7, 6-1              |         |
| 54.              | 24 februari 1980  | WCT Salisbury          | Tapijt (i)    | Vijay Amritraj         | 7-5, 6-1, 6-3              |         |
| 55.              | 30 maart 1980     | Nice (2)               | Gravel        | Manuel Orantes         | 6-2, 6-0, 6-1              |         |
| 56.              | 6 april 1980      | Monte Carlo (3)        | Gravel        | Guillermo Vilas        | 6-1, 6-0, 6-2              |         |
| 57.              | 27 april 1980     | Las Vegas (3)          | Hardcourt     | Harold Solomon         | 6-3, 6-1                   |         |
| 58.              | 8 juni 1980       | Roland Garros (5)      | Gravel        | Vitas Gerulaitis       | 6-4, 6-1, 6-2              | Details |
| 59.              | 6 juli 1980       | Wimbledon (5)          | Gras          | John McEnroe           | 1-6, 7-5, 6-3, 6-7, 8-6    | Details |
| 60.              | 10 november 1980  | Stockholm              | Tapijt (i)    | John McEnroe           | 6-3, 6-4                   |         |
| 61.              | 18 januari 1981   | Tennis Masters Cup (2) | Tapijt (i)    | Ivan Lendl             | 6-4, 6-2, 6-2              | details |
| 62.              | 7 juni 1981       | Roland Garros (6)      | Gravel        | Ivan Lendl             | 6-1, 4-6, 6-2, 3-6, 6-1    | Details |
| 63.              | 19 juli 1981      | Stuttgart              | Gravel        | Ivan Lendl             | 1-6, 7-6, 6-2, 6-4         |         |
| 64.              | 27 september 1981 | Genève                 | Gravel        | Tomáš Šmíd             | 6-4, 6-3                   |         |
| Verloren finales |                   |                        |               |                        |                            |         |
| 1.               | 23 april 1973     | Monte Carlo            | Gravel        | Ilie Năstase           | 6-4, 6-1, 6-2              |         |
| 2.               | 16 juni 1973      | Beckenham              | Gras          | Alex Metreveli         | 6-3, 9-8                   |         |
| 3.               | 30 september 1973 | San Francisco          | Tapijt (i)    | Roy Emerson            | 5-7, 6-1, 6-4              |         |
| 4.               | 11 november 1973  | Stockholm              | Hardcourt (i) | Tom Gorman             | 6-3, 4-6, 7-6              |         |
| 5.               | 25 november 1973  | Buenos Aires           | Gravel        | Guillermo Vilas        | 3-6, 6-7, 6-4, 6-6, opgave |         |
| 6.               | 3 maart 1974      | WCT Barcelona          | Tapijt (i)    | Arthur Ashe            | 6-4, 3-6, 6-3              |         |
| 7.               | 21 april 1974     | WCT Houston            | Gravel        | Rod Laver              | 7-6, 6-2                   |         |
| 8.               | 12 mei 1974       | WCT Finals             | Tapijt (i)    | John Newcombe          | 4-6, 6-3, 6-3, 6-2         |         |
| 9.               | 11 augustus 1974  | Indianapolis           | Gravel        | Jimmy Connors          | 5-7, 6-3, 6-4              |         |
| 10.              | 13 oktober 1974   | Madrid                 | Gravel        | Ilie Năstase           | 6-4, 5-7, 6-2, 4-6, 6-4    |         |
| 11.              | 23 februari 1975  | WCT Barcelona          | Tapijt (i)    | Arthur Ashe            | 7-6, 6-3                   |         |
| 12.              | 16 maart 1975     | WCT München            | Tapijt (i)    | Arthur Ashe            | 6-4, 7-6                   |         |
| 13.              | 11 mei 1975       | WCT Finals             | Tapijt (i)    | Arthur Ashe            | 3-6, 6-4, 6-4, 6-0         |         |
| 14.              | 7 december 1975   | Tennis Masters Cup     | Hardcourt (i) | Ilie Năstase           | 6-2, 6-2, 6-1              | details |
| 15.              | 1 februari 1976   | WCT Philadelphia       | Tapijt (i)    | Jimmy Connors          | 7-6, 6-4, 6-0              |         |
| 16.              | 12 september 1976 | US Open                | Gravel        | Jimmy Connors          | 6-4, 3-6, 7-6, 6-4         | Details |
| 17.              | 8 januari 1978    | Tennis Masters Cup     | Tapijt (i)    | Jimmy Connors          | 6-4, 1-6, 6-4              | details |
| 18.              | 10 september 1978 | US Open                | Hardcourt     | Jimmy Connors          | 6-4, 6-2, 6-2              | Details |
| 19.              | 6 mei 1979        | WCT Finals             | Tapijt (i)    | John McEnroe           | 7-5, 4-6, 6-2, 7-6         |         |
| 20.              | 17 augustus 1980  | Toronto                | Hardcourt     | Ivan Lendl             | 4-6, 5-4, opgave           |         |
| 21.              | 7 september 1980  | US Open                | Hardcourt     | John McEnroe           | 7-6, 6-1, 6-7, 5-7, 6-4    | Details |
| 22.              | 19 oktober 1980   | Bazel                  | Hardcourt (i) | Ivan Lendl             | 6-3, 6-2, 5-7, 0-6, 6-4    |         |
| 23.              | 29 maart 1981     | Milaan                 | Tapijt (i)    | John McEnroe           | 7-6, 6-4                   |         |
| 24.              | 4 juli 1981       | Wimbledon              | Gras          | John McEnroe           | 4-6, 7-6, 7-6, 6-4         | Details |
| 25.              | 13 september 1981 | US Open                | Hardcourt     | John McEnroe           | 4-6, 6-2, 6-4, 6-3         | Details |

## Prestatietabel
| Legenda | Legenda                          |
| ------- | -------------------------------- |
| g.t.    | geen toernooi gehouden           |
| l.c.    | lagere categorie                 |
| –       | niet deelgenomen                 |
| G       | uitgeschakeld in de groepsfase   |
| 1R      | uitgeschakeld in de eerste ronde |
| 2R      | uitgeschakeld in de tweede ronde |
| 3R      | uitgeschakeld in de derde ronde  |
| 4R      | uitgeschakeld in de vierde ronde |
| KF      | uitgeschakeld in de kwartfinale  |
| HF      | uitgeschakeld in de halve finale |
| F       | de finale verloren               |
| W       | het toernooi gewonnen            |
| w-v     | winst/verlies-balans             |

### Grandslamtoernooien enkelspel
| Grandslamtoernooien |    |    |    |    |    |    |   |    |   |   |       |      |
| Australian Open     | –  | –  | 3R | –  | –  | –  | – | –  | – | – | 0 / 1 | 1-1  |
| Roland Garros       | –  | 4R | W  | W  | KF | –  | W | W  | W | W | 6 / 8 | 49-2 |
| Wimbledon           | –  | KF | 3R | KF | W  | W  | W | W  | W | F | 5 / 9 | 51-4 |
| US Open             | 4R | 4R | 2R | HF | F  | 4R | F | KF | F | F | 0 / 9 | 40-9 |
| Masters             |    |    |    |    |    |    |   |    |   |   |       |      |
| Tennis Masters Cup  | –  | –  | G  | F  | –  | F  | – | W  | W | – | 2 / 5 | 15-7 |

### Grandslamtoernooien dubbelspel
| Toernooi        | 1972 | 1973 | 1974 | 1975 | 1976 |
| --------------- | ---- | ---- | ---- | ---- | ---- |
| Australian Open | –    | –    | 3R   | –    | –    |
| Roland Garros   | –    | 2R   | HF   | HF   | –    |
| Wimbledon       | –    | 2R   | 1R   | 2R   | 3R   |
| US Open         | 1R   | 2R   | 2R   | 3R   | 2R   |

## Björn Borg Fashion
Na zijn actieve loopbaan als tennisser begon hij met de opzet van een eigen kledinglijn. In 1987 gaf hij zijn naam aan de Scandinavion Sourcing and Design Group die in Stockholm gevestigd was. Als eerste werd toen de Björn Borg Underwear op de markt gebracht. Tegenwoordig omvat het assortiment onder andere vrijetijdskleding, sportkleding, badkleding, lingerie, tassen, schoenen en brillen.